# Monster Warriors
Monster Warriors è una serie televisiva canadese trasmessa su YTV dal 18 marzo 2006 al 26 luglio 2008, mentre in Italia è andata in onda su Jetix dal 2 aprile 2007 ed in chiaro su Rai 2 dal 10 giugno dello stesso anno. La serie si è conclusa con un film TV intitolato Monster Warriors Finale e trasmesso il 26 luglio 2008 sempre su YTV.

## Trama
Tabby, Antonio, Vanka e Luke, sono quattro ragazzi che si ritrovano a combattere i mostri dei film horror portati nella realtà da uno scienziato pazzo, il dottor Klaus Von Steinhauer. Von Steinhauer ha creato un portale che permette ai mostri di passare dal mondo dei film a quello reale, e i ragazzi devono fermarlo prima che sia troppo tardi usando le loro conoscenze e abilità.
Ogni episodio della serie è incentrato su un mostro diverso, tratto da un film horror classico. Ad esempio i ragazzi dovranno affrontare il Frankenstein di Boris Karloff, il Dracula di Bela Lugosi, e molte altre creature.

## Episodi
| Stagione         | Episodi | Prima TV Canada | Prima TV Italia |
| ---------------- | ------- | --------------- | --------------- |
| Prima stagione   | 26      | 2006            | 2007            |
| Seconda stagione | 26      | 2007            |                 |